# Relations entre le Bangladesh et la Chine
Les relations entre le Bangladesh et la Chine sont les relations bilatérales de la république populaire du Bangladesh et de la république populaire de Chine. Le Bangladesh a une ambassade à Pékin et des consulats à Hong Kong et à Kunming. La Chine a une ambassade à Dacca. Les deux pays sont membres du Forum BCIM (Bangladesh-China-India-Myanmar Forum for Regional Cooperation). Selon les désignations du gouvernement chinois, le Bangladesh et la Chine constituent un partenariat stratégique de coopération

## Histoire

### Le Bengale et la Chine impériale
Les moines, les érudits et les commerçants chinois ont commencé à fréquenter le Bengale dès la période de la dynastie Qin. Parmi les anciens voyageurs chinois célèbres au Bengale, citons Faxian, Yi Jing et Xuanzang. Pendant l'empire Pala du Bengale, Atisha de Bikrampur (en) a voyagé au Tibet et a joué un rôle important dans le développement du bouddhisme tibétain.
En 648, un compagnon du prophète Mahomet, Sa`d ibn Abi Waqqas, dont on dit qu'il a introduit l'Islam en Chine, aurait suivi un itinéraire passant par le Brahmapoutre. Des preuves subsistent à Lalmonirhat d'un masjid construit par lui-même et connu localement sous le nom de Abi Waqqas Masjid,.
Les relations politiques sont devenues inexistantes après le déclin du bouddhisme. Après la conquête du Bengale par les musulmans au XIIIe siècle, le général Bakhtiar Khilji a tenté d'envahir le Tibet, qui était un protectorat de la Chine. L'armée de Khilji a été contrainte de battre en retraite en raison des conditions difficiles de l'Himalaya. La Chine des Ming et le sultanat du Bengale ont échangé de nombreuses ambassades au cours du XVe siècle. Le sultan Ghiyasuddin Azam Shah (en) a commencé à envoyer des envoyés à la dynastie Ming. Il a envoyé des ambassadeurs en 1405, 1408 et 1409. L'empereur Yongle de Chine a répondu en envoyant des ambassadeurs au Bengale entre 1405 et 1433, y compris des membres de la flotte Treasure voyages dirigée par l'amiral Zheng He. L'échange d'ambassades comprenait le don d'une girafe d'Afrique de l'Est par le sultan Shihabuddin Bayazid Shah (en) à l'empereur chinois en 1414, après que les envoyés chinois eurent remarqué le commerce du Bengale avec Malindi,,,. Les voyages du Trésor menés par l'amiral chinois musulman Zheng He ont visité le sultanat du Bengale à plusieurs reprises. La Chine Ming, sous l'empereur Yongle, a également servi de médiateur dans la guerre entre le sultanat du Bengale et le sultanat de Jaunpur, créant ainsi la paix entre les deux pays,.
Les experts ont également spéculé sur la possibilité d'une route de la soie du sud-ouest reliant le Bengale et la Chine.

### Pakistan oriental
Le premier ministre chinois Zhou Enlai s'est rendu plusieurs fois au Pakistan oriental dans les années 50 et 60. Le Parti communiste chinois a maintenu des liens étroits avec les dirigeants nationalistes bengalis Maulana Abdul Hamid Khan Bhashani et Huseyn Shaheed Suhrawardy. Bhashani, en particulier, était considéré comme proche de Mao Zedong. Alors qu'il était Premier ministre du Pakistan en 1957, le président de la Ligue Awami, H. S. Suhrawardy, est devenu le premier dirigeant pakistanais à effectuer une visite d'État en Chine.